# Arón Sánchez
José Arón Sánchez Flores (Callao, Perú, 4 de mayo de 2003) es un futbolista peruano. Juega como defensa central y su equipo actual es el Juan Pablo II de la Liga1 de Perú.También es internacional con la Selección Peruana de fútbol en la sub-20.

## Trayectoria

### Cantolao
Debutó el 2 de febrero de 2020 ante el Cienciano de Cuzco con tan solo 16 años y de titular, anotó su primer gol el 3 de noviembre ante el UTC de Cajamarca pero no pudo impedir la derrota del Cantolao, en total sumo 20 partidos y anotó 3 goles.
En la temporada 2021 entró de titular en el Torneo apertura jugando todos los partidos en total 9 y marcando un gol y una asistencia, en el clausura tendría un desgarro muscular que le impidió jugar solo un partido, después de recuperarse volvería al titularato jugando 11 partidos de titular donde brindo con otra asistencia. Tuvo problemas con la rodilla y se ausentó en el partido ante Cusco F. C. para luego volver a las canchas, con lo que va la liga ha jugado 22 partidos con 2 goles y 2 asistencias.
En 2021 fue visto por el Arsenal de Inglaterra para poder hacer unas pruebas y quedarse en el equipo, sin embargo no se llegó a ningún acuerdo.
Fue considerado por el Observatorio del Fútbol CIES como uno de los jugadores nacidos en 2003 más prometedores a nivel mundial ocupando el puesto 25.
En la temporada 2023 descendió de categoría, al quedar último en la tabla acumulada del torneo con la Academia Cantolao.

## Selección nacional

### Selecciones menores
Sánchez ha integrado las selecciones sub-17 y sub-20. Participó en el sudamericano sub-17 donde jugaría 4 partidos, 2 como titular, la selección peruana llegaría al hexagonal final donde estuvo cerca de clasificarse al mundial disputado en Brasil. Jugó dos amistoso con la sub-20 ante Chile y Brasil.

### Participación en Campeonatos Sudamericanos
| Torneo                      | Sede | Resultado    | Partidos | Goles |
| --------------------------- | ---- | ------------ | -------- | ----- |
| Sudamericano Sub-17 de 2019 | Perú | Quinto lugar | 4        | 0     |

## Estadísticas

### Clubes
Actualizado al último partido disputado el 22 de septiembre de 2024.
| Club                  | Temporada     | Liga  | Liga  | Liga   | Copas nacionales | Copas nacionales | Copas nacionales | Copas internacionales | Copas internacionales | Copas internacionales | Total | Total | Total  | Media goleadora |
| Club                  | Temporada     | Part. | Goles | Asist. | Part.            | Goles            | Asist.           | Part.                 | Goles                 | Asist.                | Part. | Goles | Asist. | Media goleadora |
| --------------------- | ------------- | ----- | ----- | ------ | ---------------- | ---------------- | ---------------- | --------------------- | --------------------- | --------------------- | ----- | ----- | ------ | --------------- |
| A. D. Cantolao · Perú | 2020          | 20    | 3     | 0      | —                | —                | —                | —                     | —                     | —                     | 20    | 3     | 0      | 0.15            |
| A. D. Cantolao · Perú | 2021          | 24    | 2     | 2      | —                | —                | —                | —                     | —                     | —                     | 24    | 2     | 2      | 0.08            |
| A. D. Cantolao · Perú | 2022          | 23    | 0     | 0      | —                | —                | —                | —                     | —                     | —                     | 23    | 0     | 0      | 0               |
| A. D. Cantolao · Perú | 2023          | 21    | 2     | 2      | —                | —                | —                | —                     | —                     | —                     | 21    | 2     | 2      | 0.1             |
| A. D. Cantolao · Perú | Total club    | 88    | 7     | 4      | 0                | 0                | 0                | 0                     | 0                     | 0                     | 88    | 7     | 4      | 0.08            |
| Jaiba Brava · México  | 2024          | 5     | 0     | 0      | —                | —                | —                | —                     | —                     | —                     | 5     | 0     | 0      | 0               |
| Jaiba Brava · México  | Total club    | 5     | 0     | 0      | 0                | 0                | 0                | 0                     | 0                     | 0                     | 5     | 0     | 0      | 0               |
| Total carrera         | Total carrera | 93    | 7     | 4      | 0                | 0                | 0                | 0                     | 0                     | 0                     | 93    | 7     | 4      | 0.08            |

## Palmarés

### Distinciones individuales
| Distinción                             | Año  |
| -------------------------------------- | ---- |
| Nominado a sub-20 del año de la Liga 1 | 2021 |